# Religion News Service
Religion News Service (RNS) est une agence de presse fondée en 1934. Ses articles parlent de religion, d'éthique, de spiritualité et de morale. 

## Histoire
RNS a été fondée en 1934 par le journaliste Louis Minsky en tant que filiale de la National Conference for Community and Justice. Everett R. Clinchy en fut le rédacteur en chef ainsi que le cofondateur,. 
RNS fut rachetée par l'United Methodist Reporter en 1983, le Newhouse News Service en 1994, puis par la Religion Newswriters Foundation en 2011.

## Anciens logo

Logo de la RNS en 2021
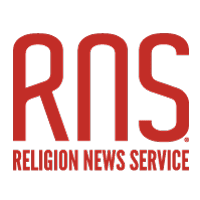
Ancien logo de la RNS